# Петровская, Катя
Ка́тя Петро́вская (полное имя Екатери́на Миро́новна Петровская; род. 3 февраля 1970, Киев) — литературовед, писательница и журналистка, проживает в Берлине.

## Жизнь и карьера
Екатерина Петровская, дочь киевского литератора и краеведа Мирона Петровского, родилась в Киеве в 1970 году. Изучала литературоведение и славистику в Тартуском университете (Эстония). В 1998 году защитила диссертацию в Российском государственном гуманитарном университете по теме «Поэтика прозы Ходасевича».
С 1999 года постоянно живет и работает в Берлине. Работала журналисткой на радиовещательных организациях «Немецкая волна» и «Радио Свобода». Также Екатерина Мироновна пишет для различных российских, украинских и немецких изданий, включая «Cnob».
С 2011 года ведет колонку «Западно-восточная дива» в еженедельной газете «Frankfurter Allgemeine Sonntagszeitung» (Общая Воскресная Газета) и сотрудничает с образовательно-культурным центром «Институт иудаики».
Екатерина Петровская замужем за Тобиасом Мюнхмаером, у них две дочери — Роза Мюнхмаер и Маруся Мюнхмаер.

## Кажется Эстер
Свои произведения Екатерина Петровская пишет на немецком языке. «Кажется Эстер» (нем. Vielleicht Esther) — её дебют в немецкой литературе, за который автор получила премию Ингеборг Бахман — крупнейшую премию в области немецкой словесности. Премия присуждается в Австрии за неопубликованные произведения. Книга вышла в издательстве Суркамп в сентябре 2014 года и оказалась в двадцатке бестселлеров: за первый месяц книга была продано более двадцати тысяч экземпляров. В 2014 году Екатерина Петровская получила литературную премию «Аспекты» немецкой телевизионной программы aspekte. Литературную награду с 1979 года вручает второй канал немецкого телевидения за выдающиеся дебютные художественные произведения в прозе на немецком языке. «Кажется Эстер» вошла в список рекомендаций интеллектуального американского журнала New Yorker. Начальный текст «Кажется Эстер» был написан на русском языке, окончание написано на немецком. «Кажется Эстер» переведён на украинский язык Юрием Прохасько. Полная русскоязычная версия книги вышла в 2021 году в издательстве Ивана Лимбаха.